# Bralęcin
Bralęcin (niem. Brallentin) – wieś w Polsce położona w województwie zachodniopomorskim, w powiecie stargardzkim, w gminie Dolice, położona 6 km na północny wschód od Dolic (siedziby gminy) i 16 km na południowy wschód od Stargardu (siedziby powiatu).
W latach 1975–1998 miejscowość administracyjnie należała do województwa szczecińskiego.
Po raz pierwszy miejscowość wzmiankowana została w 1278 roku. W centralnej części wsi znajduje się gotycki kościół z 1493 roku. Zbudowany jest z kamieni i cegieł. W czasie II wojny światowej znacznie ucierpiał wskutek działań wojennych. Odbudowany został w latach 1993–1995. W pobliżu kościoła położony jest cmentarz grzebalny, ogrodzony murem z dwiema bramkami w stylu gotyckim.
Przy głównej ulicy, po południowej stronie, znajduje się kilka stawów, za nimi rozciąga się zabytkowy park pałacowy z bramą wjazdową do pałacu ozdobioną wazami. W parku są stare aleje, wyniosłe lipy, modrzewie, świerki, jodła balsamiczna i inne.
Z Bralęcina w kierunku Lipki prowadzi aleja lipowa z 377 drzewami.